# Al-Sharjah Sports Club (pallacanestro)
L' Al Sharjah Cultural Sports Club è una società di basket con sede nella città di Sharja, che fa parte della polisportiva dello Sharjah Football Club. La squadra milita nel massimo campionato nazionale, la UAE Basketball League.

## Storia
Lo Sharjah è una delle squadre di pallacanestro più famose degli Emirati Arabi Uniti; fondato nel 1966 con il nome di An Nahl Sharjah, nel 2017 in seguito alla fusione con l'Al-Shaab, il club ha assunto l'attuale denominazione di Al Sharjah SC.
La squadra solo nella stagione 2019-2020 è riuscita a vincere il suo settimo titolo di UAE Basketball League, mentre l'annata successiva si è aggiudicata anche la UAE Federation Cup, titolo vinto due volte nella storia del club. Nonostante i pochi successi ottenuti in patria, lo Sharjah può vantare nella propria bacheca tre trofei internazionali: le due Coppa dei Campioni del Golfo consecutive, vinte nel 2018 e 2019, e la Arab Club Basketball Championship vinta nel 2011.
Il 28 marzo 2025 lo Sharjah ha vinto per la terza volta la UAE Federation Cup, battendo in finale lo Shabab Al-Ahli per 108-106 dopo l'overtime.
Lo Sharjah il 30 aprile 2025 è stato incoronato campione della UAE Basketball League 2024-2025 dopo la vittoria per 84-74 contro lo Shabab Al Ahli, nella gara di ritorno della  fase finale; lo Sharjah aveva bisogno di vincere con un margine di almeno otto punti per assicurarsi il titolo. La squadra ha ottenuto il risultato necessario, chiudendo a pari merito con lo Shabab Al Ahli a quota 11 punti, ma conquistando il titolo grazie alla differenza punti favorevole. Con questa vittoria, lo Sharjah ha conquistato il suo ottavo titolo nazionale, aggiungendosi ai precedenti trionfi ottenuti nel 1983, 1984, 1985, 1988, 1991, 2004 e 2020.

## Roster
Squadra per la stagione 2024-2025
|    | Naz.                                                    | Ruolo | Sportivo            | Anno | Alt. | Peso |  |
| -- | ------------------------------------------------------- | ----- | ------------------- | ---- | ---- | ---- |  |
| 1  | Emirati Arabi Uniti (bandiera)                          | PG    | Mohamed Mahmoud     | 2004 | 179  | 77   |  |
| 2  | Emirati Arabi Uniti (bandiera)                          | G     | Hamad Thani         | 2003 | 185  | 82   |  |
| 5  | Emirati Arabi Uniti (bandiera)                          | AP    | Mohamed Abdelrahman | 2004 | 185  | 79   |  |
| 11 | Emirati Arabi Uniti (bandiera)                          | PG    | Saied Abdallah      | 2005 | 180  | 75   |  |
| 18 | Stati Uniti (bandiera)                                  | AP    | DeQuan Jones        | 1990 | 203  | 100  |  |
| 20 | Emirati Arabi Uniti (bandiera)                          | AP    | Khalid Khalifa      | 1992 | 195  | 90   |  |
| 22 | Stati Uniti (bandiera) · Emirati Arabi Uniti (bandiera) | G     | DeMarco Dickerson   | 1997 | 196  | 88   |  |
| 24 | Emirati Arabi Uniti (bandiera)                          | AG    | Mahmoud Alsawan     | 2000 | 200  | 92   |  |
| 29 | Emirati Arabi Uniti (bandiera)                          | C     | Rashed Seif         | 2005 |      |      |  |
| 32 | Stati Uniti (bandiera)                                  | G     | Justin Roberson     | 1993 | 186  | 86   |  |
| 42 | Emirati Arabi Uniti (bandiera)                          | AP    | Hamid Hashel        | 2005 |      |      |  |
| 44 | Emirati Arabi Uniti (bandiera)                          | G     | Mohamed Tawfeek     | 2005 |      |      |  |

### Staff tecnico
- Abdul Hamid Ibrahim - Allenatore

## Palmares

### Titoli Nazionali
- UAE Basketball League: 8

1982-1983, 1983-1984, 1984-1985, 1987-1988, 1990-1991, 2003-2004, 2019-2020, 2024-2025
- UAE Federetion Cup: 3

1984, 2022, 2025
- UAE Vice President Cup: 1

2021
- UAE President Cup: 1

2021
- UAE Basketball Super Cup: 2

2006, 2011

### Titoli Internazionali
- Gulf Basketball Clubs Championship: 2

2018, 2019
- Arab Club Basketball Championship: 1

2011

## Cestisti
- Jasim Abdalla
- Rashed Alzaabi
- Younis Khamis Ibrahim
- DeMarco Dickerson
- Rashad Bell
- Cory Bradford
- Justin Brownlee
- Brian Butch
- Dwight Coleby
- Donté Greene
- Marvelle Harris
- DeWayne Jackson
- DeQuan Jones

- Kenny Kadji
- Elmedin Kikanović
- Kalin Lucas
- Sean Mosley
- Darius Rice
- Justin Roberson
- Radhouane Slimane
- Bruno Šundov
- Nik'oloz Tskit'ishvili
- Tiras Wade
- Tyler Wilkerson
- Alex Young